# Championnats du monde d'aviron 2024
Navigation
Belgrade 2023 Édition suivante
Les Championnats du monde d'aviron 2024, se déroulent du 18 au 25 août 2024 à St. Catharines, en Ontario. Il s’agit de la cinquante-deuxième édition de ce championnat. Seules les courses non-olympiques séniors figurent à ces Mondiaux en raison des Jeux olympiques d'été de 2024.
Lors de cette édition, les championnats du monde sont associés aux championnats du monde juniors d'aviron ainsi qu'au championnat du monde U23 d'Aviron. 

## Présentation
La compétition a lieu au Port Dalhousie autour de l'île Henley, site qui a déjà accueilli les mondiaux 1970 et mondiaux 1999.

## Résultats
- Catégories non-olympiques (ou paralympiques)

### Hommes
| Épreuves                           | Or | Or      | Argent                                                                               | Argent  | Bronze                                                                        | Bronze  |
| ---------------------------------- | --- | ------- | ------------------------------------------------------------------------------------ | ------- | ----------------------------------------------------------------------------- | ------- |
| Skiff poids légers LM1x            | Paul O'Donovan                                                                                                   | 6:49.68 | Antonios Papakonstantinou                                                            | 6:51.90 | Niels Torre                                                                   | 6:52.64 |
| Deux de pointe poids légers LM2−   | Autriche (b) Konrad Hultsch (s) Paul Ruttmann                                                                    | 6:34.78 | Paraguay (b) Matías Ramírez (s) Alberto Portillo                                     | 6:42.54 | Moldavie (b) Nichita Naumciuc (s) Dmitrii Zincenco                            | 6:44.57 |
| Quatre de couple poids légers LM4x | Mexique (b) José Navarro (2) Marco Antonio Velázquez Ugalde (3) Miguel Carballo Nieto (s) Rafael Mejía Gutiérrez | 5:47.39 | États-Unis (b) James McCullough (2) Casey Howshall (3) Ian Richardson (s) Jasper Liu | 5:47.74 | Allemagne (b) Tim Streib (2) Moritz Marchart (3) Fabio Kress (s) Joachim Agne | 5:50.52 |

### Femmes
| Épreuves                           | Or                                                                                        | Or         | Argent                                          | Argent  | Bronze           | Bronze  |
| ---------------------------------- | ----------------------------------------------------------------------------------------- | ---------- | ----------------------------------------------- | ------- | ---------------- | ------- |
| Skiff poids légers LW1x            | Ionela Cozmiuc                                                                            | 7:29:92    | Zoi Fitsiou                                     | 7:31:65 | Siobhán McCrohan | 7:32:94 |
| Deux de pointe poids légers LW2−   | Pologne (b) Jessika Sobocińska (s) Katarzyna Wełna                                        | 7:17.02 WB | Pérou (b) Alessia Palacios (s) Valeria Palacios | 7:28.07 | Non attribué     |         |
| Quatre de couple poids légers LW4x | Allemagne (b) Charlotte Eyltjes (2) Rebekka Falkenberg (3) Claire Light (s) Helena Brenke | 6:48.90    | Non attribué                                    |         | Non attribué     |         |

### Para-canoë
| Épreuves | Or                           | Or      | Argent | Argent       | Bronze | Bronze       |
| Hommes   | Hommes                       | Hommes  | Hommes | Hommes       | Hommes | Hommes       |
| -------- | ---------------------------- | ------- | ------ | ------------ | ------ | ------------ |
| PR2 M1x  |                              |         |        |              |        |              |
| PR3 M2−  | Italie Luca Conti Igor Zappa | 7:29.26 |        | Non attribué |        | Non attribué |
| Femmes   |                              |         |        |              |        |              |
| PR2 W1x  |                              |         |        |              |        |              |
| PR3 W2−  |                              |         |        |              |        |              |